# Pruszków
Pruszków – miasto w Polsce położone w województwie mazowieckim, siedziba powiatu pruszkowskiego, nad rzeką Utratą. Pruszków jest częścią aglomeracji warszawskiej.
Według danych GUS z 31 grudnia 2021 roku, Pruszków liczył 65 333 mieszkańców i był pod względem liczby ludności piątym (po Warszawie, Radomiu, Płocku oraz Siedlcach) miastem w województwie mazowieckim.

## Położenie
Według danych z 31 grudnia 2013 roku powierzchnia miasta wynosiła 19,2 km²
Wieś szlachecka Pruskowo położona była w 1580 roku w powiecie warszawskim ziemi warszawskiej województwa mazowieckiego. W II Rzeczypospolitej miasto Pruszków należało do województwa i powiatu warszawskiego. W latach 1975–1998 miasto administracyjnie należało do województwa warszawskiego.
Pruszków jest częścią aglomeracji warszawskiej. Z Warszawy do Pruszkowa prowadzą Aleje Jerozolimskie, których przedłużenie na terenie miasta stanowi aleja Wojska Polskiego.
W ujęciu statystycznym Pruszków otrzymał kod jednostki terytorialnej 0921510, znajduje się w makroregionie: województwo mazowieckie, regionie: warszawski stołeczny, podregionie: warszawski zachodni oraz został podzielony na części miasta:
- Bąki (kod jednostki terytorialnej: 0921527)[9];
- Gąsin	(kod jednostki terytorialnej: 0921533)[9];
- Malichy (kod jednostki terytorialnej: 0921540)[9];
- Ostoja (kod jednostki terytorialnej: 0921556)[9];
- Tworki (kod jednostki terytorialnej: 0921562)[9];
- Wyględówek (kod jednostki terytorialnej: 0921579)[9];
- Żbików (kod jednostki terytorialnej: 0921585)[9].

### Osiedla
Miasto podzielone jest na osiedla:

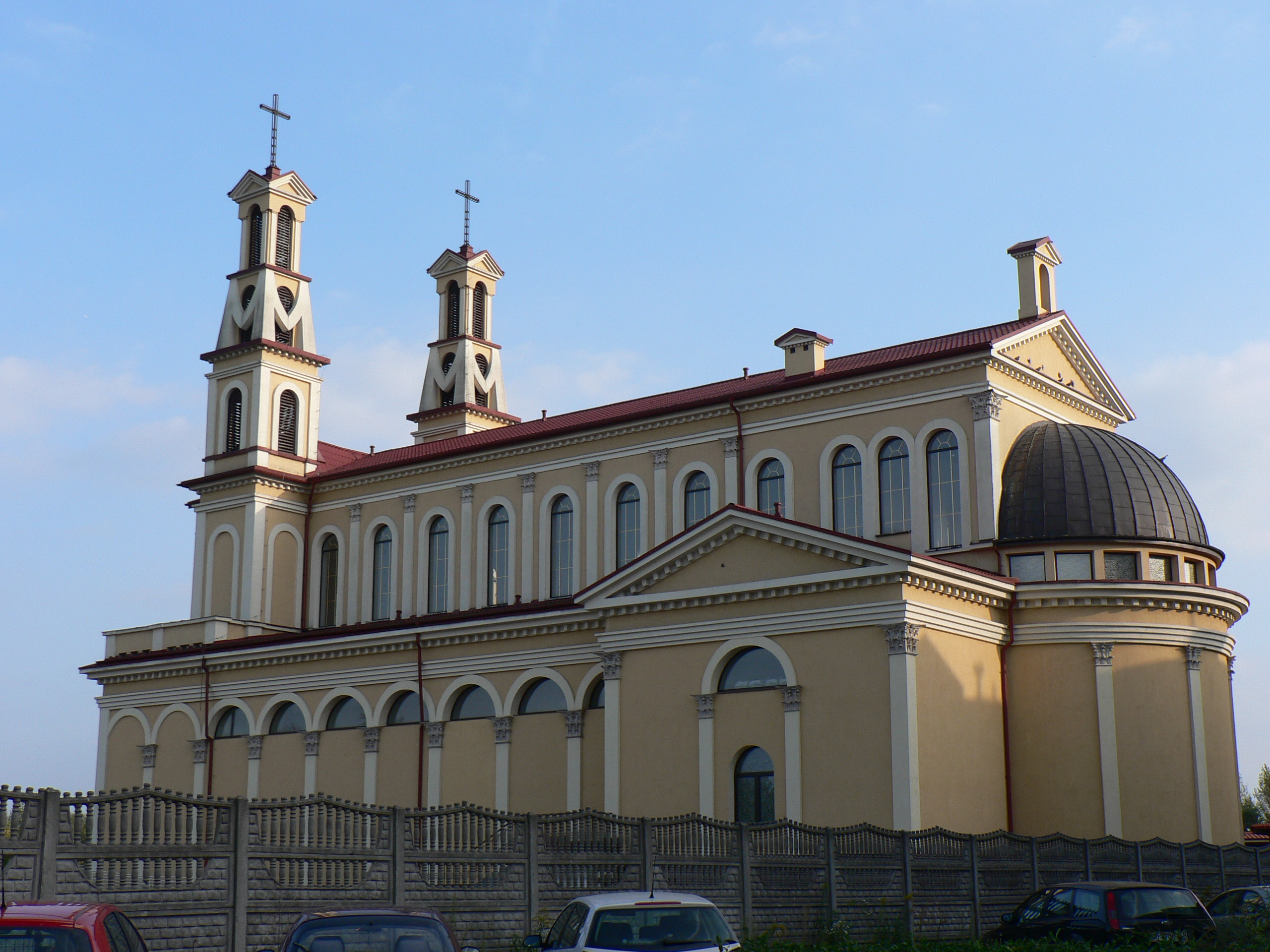
Kościół MB Nieustającej Pomocy

- Bąki – północno-wschodnia część miasta, graniczy z Piastowem
- Gąsin – północno-zachodnia część miasta, Elektrownia Pruszków
- Malichy – północno-wschodnia część miasta, graniczy z Piastowem
- Ostoja – południowo-wschodnia część miasta
- Osiedle Staszica (A i B) – zachodnia część miasta
- Tworki – centrum miasta, Zakład Psychiatryczny
- Osiedle Parkowe – centrum miasta, park i dwór Potulickich
- Osiedle Prusa – południowa część miasta
- Wyględówek – wschodnia część miasta
- Żbików – północna część miasta.
- Śródmieście – centralna część Pruszkowa, obejmująca m.in. park „Kościuszki”

### Sąsiednie gminy[11]
- Brwinów
- Michałowice
- Ożarów Mazowiecki
- Piastów.

## Środowisko naturalne

### Parki
- Park Potulickich

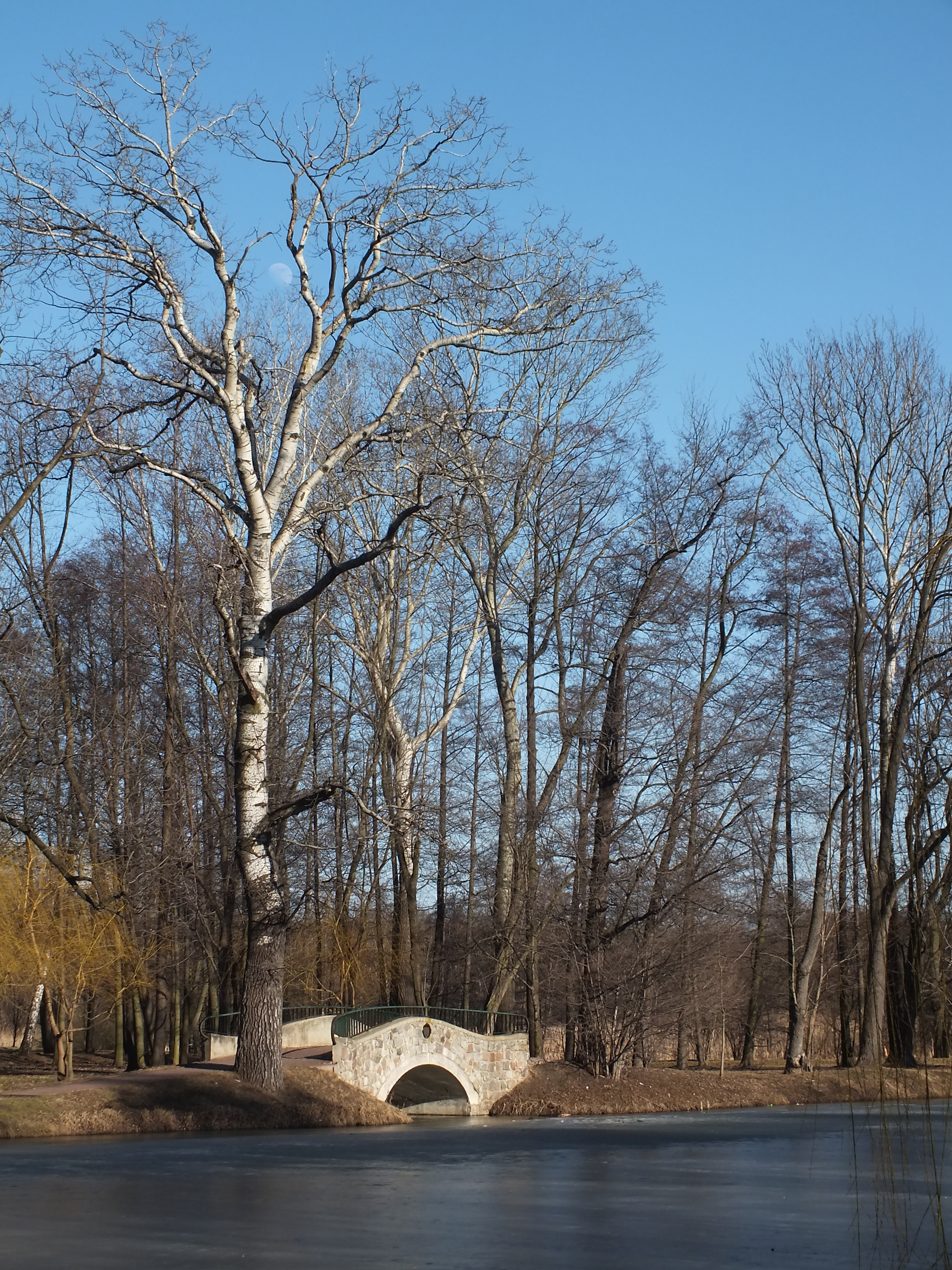
Park Potulickich zimą

- Park im. Tadeusza Kościuszki (Park Sokoła)
- Park Kultury i Wypoczynku Mazowsze
- Park Żwirowisko
- Park Anielin

## Historia

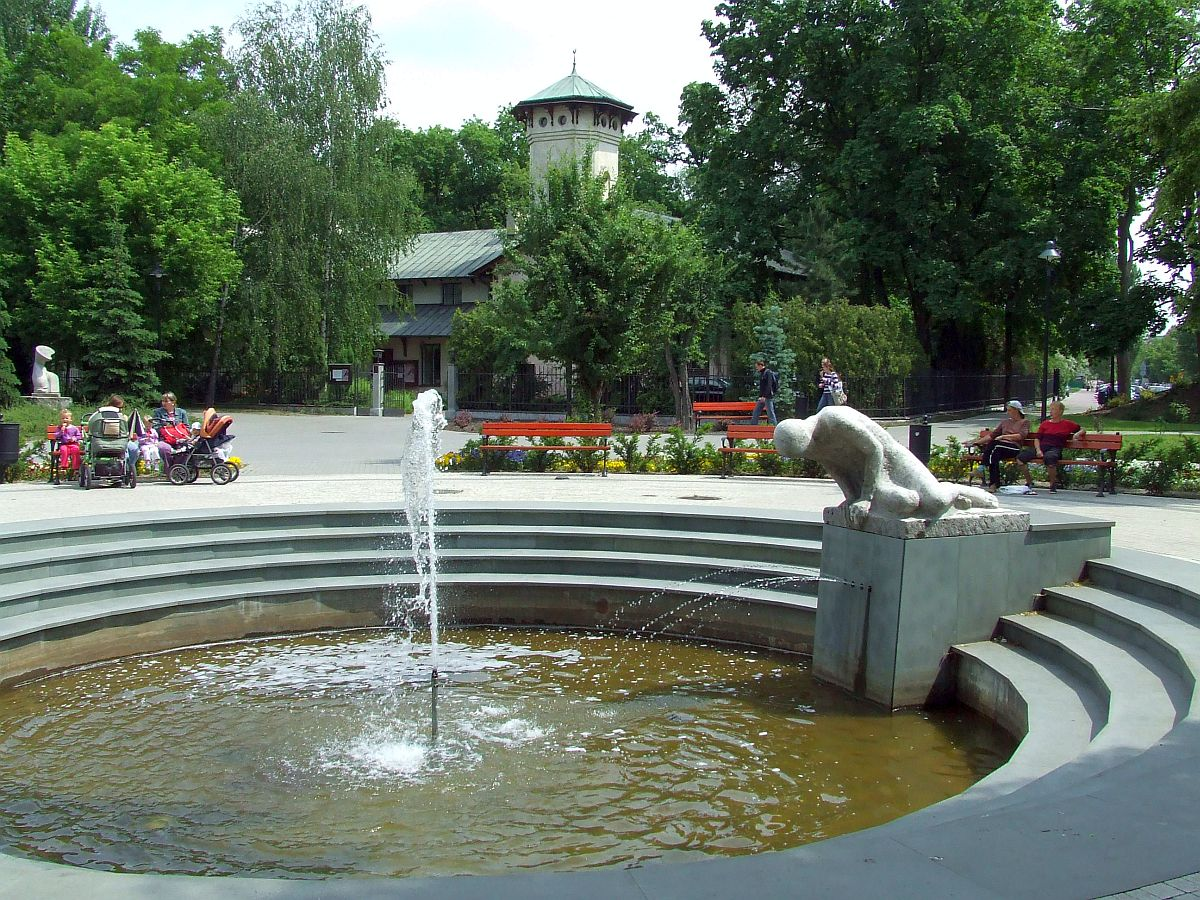
Muzeum Starożytnego Hutnictwa Mazowieckiego w Pruszkowie, oficyna pałacu Potulickich

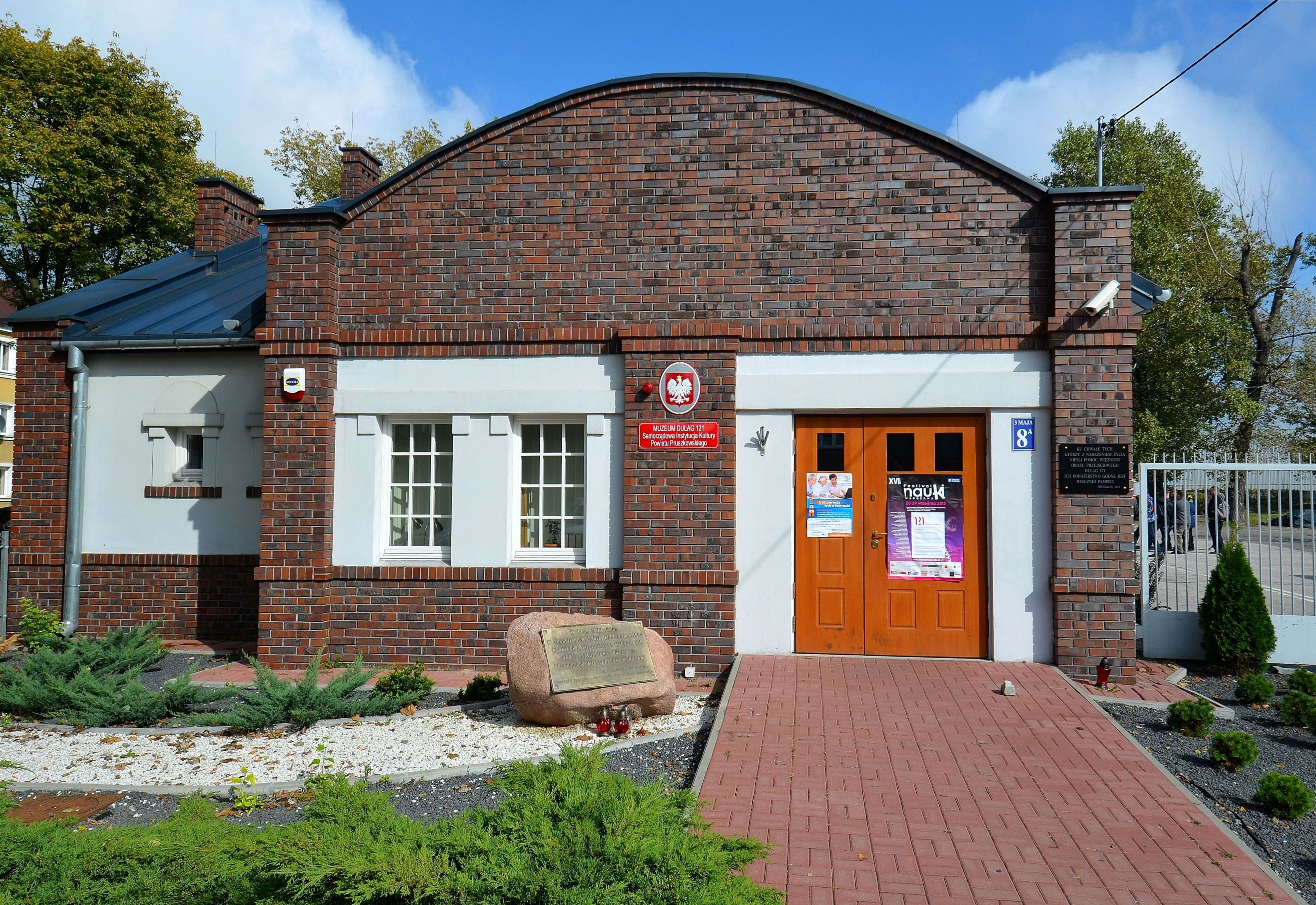
Muzeum Dulag 121

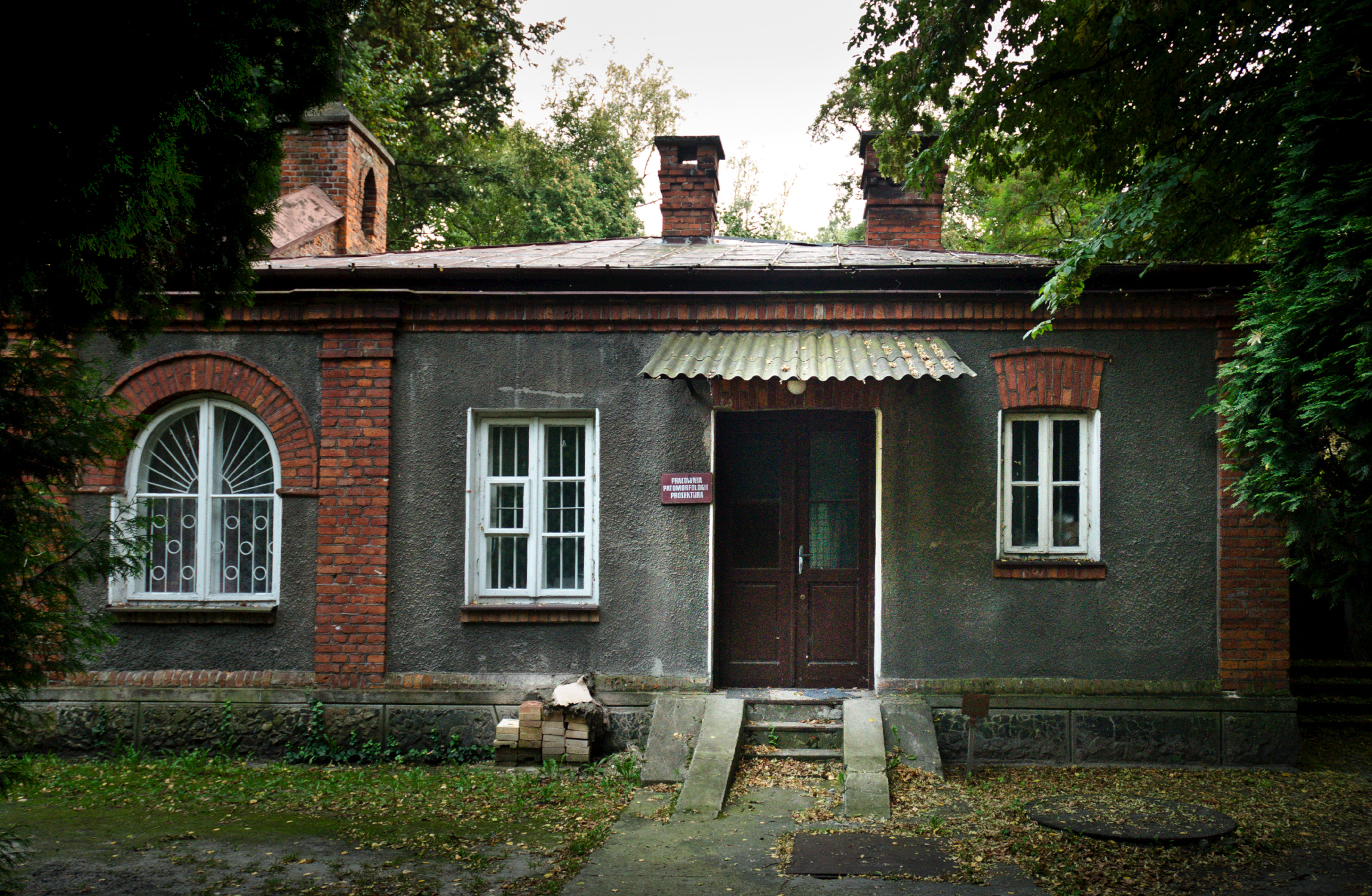
Pracownia Patomorfologii w Tworkach

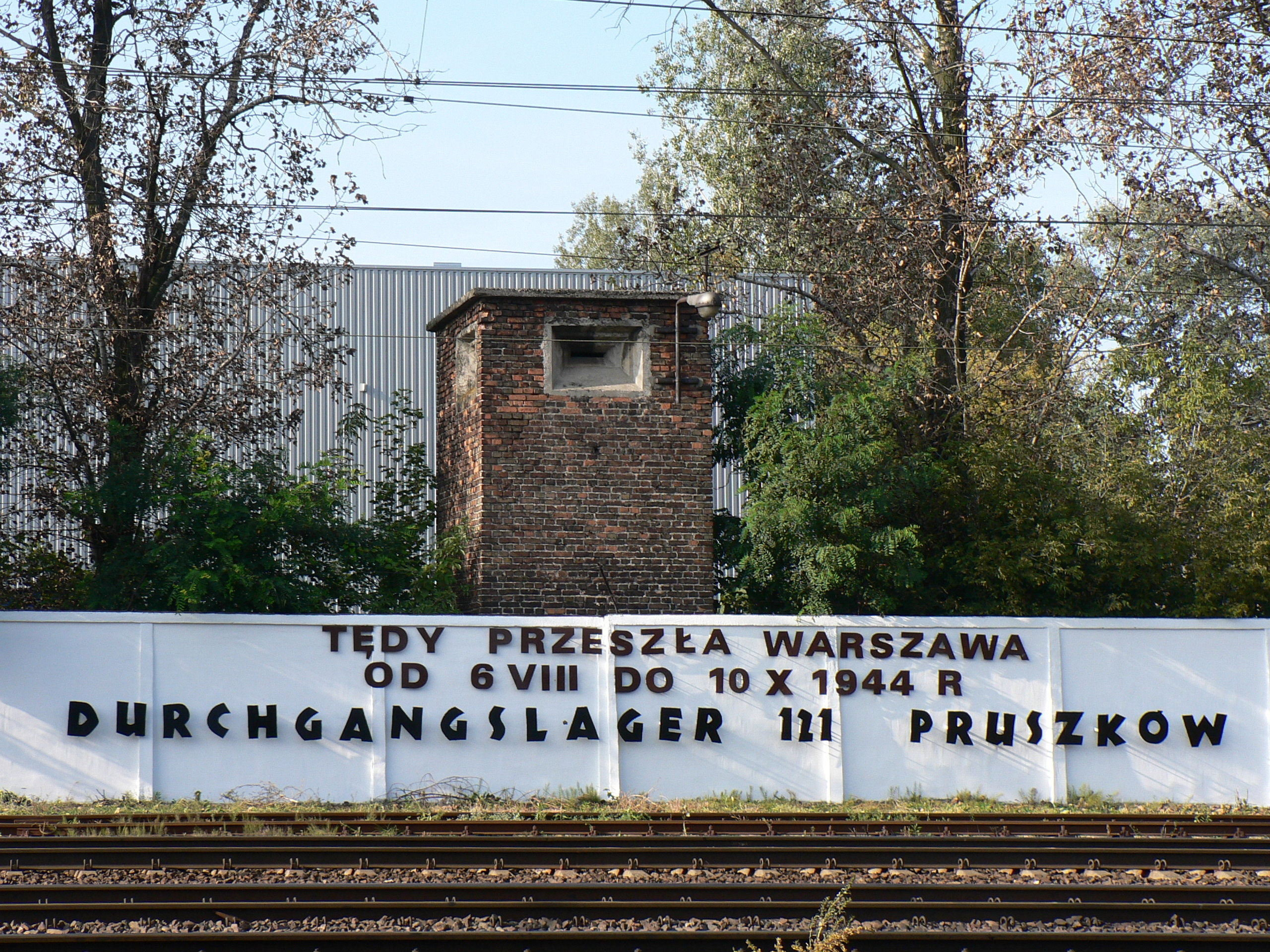
Durchgangslager Pruszków: Tędy przeszła Warszawa

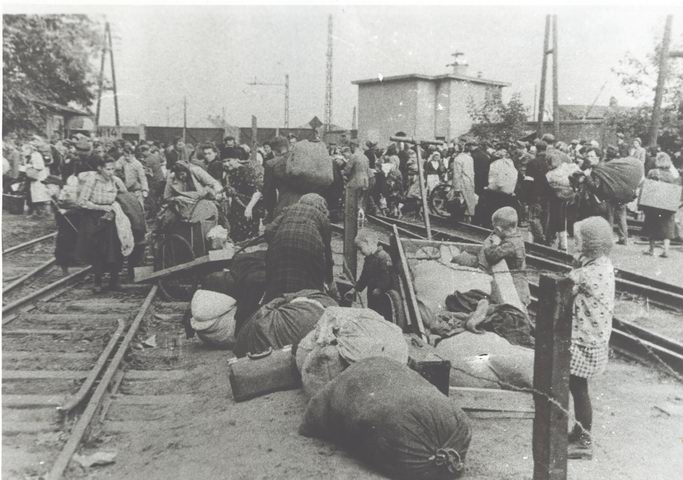
Wysiedleńcy z Warszawy na bocznicy kolejowej przy obozie przejściowym Dulag 121 w Pruszkowie

Jedna z pierwszych wzmianek o Pruszkowie pochodzi z początków XV wieku. W rękopisie Metryki mazowieckiej (zbiory AGAD) z czasów Janusza Starszego można przeczytać o rycerzu Święsku (Swansek), który pochodził „de Praskow” (październik 1414 roku). 
W 1822 roku Pruszków, będący wsią prywatną, liczył 147 mieszkańców mieszkających w 14 domach.  
Korzystnie na rozwój Pruszkowa wpłynęło otwarcie pierwszego odcinka Kolei Warszawsko-Wiedeńskiej w 1845 roku. 
Po wybudowaniu Cytadeli Warszawskiej i otaczających ją fortów władze carskie podzieliły tereny wokół nich na cztery strefy obronne, na terenie których obowiązywały różnego stopnia obostrzenia dotyczące wznoszenia nowych budynków. Pruszków znalazł się w strefie czwartej, w której można było wznosić budowle murowane. Ponadto mogły być one sprzedawane także osobom nie będącym narodowości rosyjskiej. Spowodowało to znaczny wzrost cen gruntów w Pruszkowie (w porównaniu z okolicznymi ziemiami, na przykład Utratą, po 1926 Piastów), ale i przyczyniło się do późniejszego rozwoju przemysłu. 
W czasie powstania styczniowego w nocy z 1 na 2 listopada 1864 roku dwa szwadrony powstańcze rozpoczęły szturm na rosyjskie posterunki wojskowe położone na stacjach kolejowych w Pruszkowie i Grodzisku Maz.
W 1872 roku osadę zamieszkiwały 182 osoby.  
W 1878 roku w Pruszkowie powstała pierwsza fabryka należąca do Juliusza Nowaka – fabryka farb i lakierów. Zatrudniała ona czterech robotników i przestała działać po roku. W 1880 roku pruski przemysłowiec Adolf Rothstein uruchomił w mieście odlewnię wyrobów żelaznych zatrudniającą początkowo sześćdziesiąt osób. Następnie w 1878 roku Jonas Abramson i Szulim Ditman zakładają spółkę cegielnianą, zakupują grunt pod wydobycie gliny i budują cegielnię. W roku 1882 w pobliżu stacji kolejowej otworzono fabrykę maszyn M. Rudnickiego i A. Kuczyńskiego (która później, w 1885 roku, stała się pierwszą fabryką w Pruszkowie mającą oświetlenie elektryczne, a także połączenie telefoniczne z Warszawą). W 1882 lub 1883 roku rozpoczęła działalność fabryka fajansu „Pruszków”, której właścicielem był Jakub Teichfeld. Fabryka miała bezpośrednie połączenie kolejowe z Koleją Warszawsko-Wiedeńską. Wraz z fabryką wybudowano także domy mieszkalne dla robotników i kadry technicznej. 1886 roku powstała z kolei nazywana potocznie „Blaszanką” fabryka, której właścicielem był Wilhelm Tillmanns. We wsi Tworki (obecnie dzielnica Pruszkowa) w 1891 roku wybudowano Szpital Tworkowski.
W 1894 roku w Pruszkowie działało 8 fabryk. Wraz z koleją zatrudniały one 574 robotników. W 1897 roku w Pruszkowie mieszkało 1709 osób. 
1 stycznia 1904 roku utworzono w Pruszkowie żydowską gminę wyznaniową. Przedtem Żydzi zamieszkujący Pruszków należeli do gminy Nadarzyn. 
W latach 1905–1907 miały miejsce strajki i manifestacje robotnicze.  28 stycznia 1905 roku rozpoczął się strajk szkolny. 30 stycznia 1905 pracownicy warsztatów naprawy pociągów w Żbikowie (według innych źródeł byli to jednak robotnicy fabryki Troetzera) rozpoczęli pierwszy w rejonie Warszawy strajk robotniczy. Następnego dnia stanęły wszystkie fabryki na terenie Pruszkowa i Żbikowa, a strajkujący rozpoczęli manifestacje uliczne dołączając się tym samym do strajku ogólnopolskiego. W odpowiedzi na te wydarzenia władze Pruszkowa przerwały połączenie telegraficzne z Warszawą celem uniemożliwienia komunikacji między strajkującymi robotnikami obu miejscowości. Do opanowania ulicznych demonstracji carskie władze skierowały oddział wojska. Strajki te miały charakter zarówno polityczny, jak i ekonomiczny. Robotnicy podnosili postulaty dotyczące podwyżek płac i skrócenia dnia pracy. Pracownicy większości fabryk (z wyjątkiem warsztatów naprawczych kolei i fabryki Tillmannsa) nie wywalczyli podwyżek, jednak w wielu skrócono dzień pracy. 1 maja 1905 pruszkowscy robotnicy zatrudnieni w warsztatach naprawczych kolei wzięli udział w ogólnopolskim strajku kolejarzy. Wszystkie zakłady pracy w Pruszkowie, jak i Żbikowie, przyłączyły się także do ogólnopolskich strajków, które rozpoczęły się 28 października 1905 roku. Szacuje się, że w 1905 roku w Pruszkowie, Żbikowie, Tworkach strajkowało kilka tysięcy osób, głównie robotników. Jest to największe w historii Pruszkowa czynne wystąpienie wymierzone w zaborcę.      
Przed wybuchem I wojny światowej Pruszków liczył 10000 mieszkańców, 23% z nich było robotnikami. W czasie I wojny światowej, 12–18 października 1914 roku została stoczona bitwa o Pruszków.  
Pruszkowski przemysł znacznie ucierpiał w wyniku działań wojennych. Tuż po zakończeniu wojny bezrobocie sięgało 90%. 
Prawa miejskie osada otrzymała 9 listopada 1916 roku na mocy rozporządzenia szefa administracji przy Generalnym Gubernatorstwie Warszawskim. Nowo utworzone miasto stanowiły tereny wydzielone z gminy Pruszków: wsie Pruszków i Józefów, kolonia Wyględówek, wieś Tworki, kolonia Pohulanka, część osady Utrata (na południe od torów kolejowych) oraz z gminy Ożarów: wsie Żbików (wraz ze Żbikówkiem) i Józefina.
W 1916 roku powierzchnia miasta wynosiła 1454 ha, a ówczesną liczbę ludności oszacować można na 12414 osób.
W 1918 roku powstała rada delegatów robotniczych, a następnie komórka Komunistycznej Partii Polski.
W 1921 roku rozpoczął się strajk niższego personelu (m.in. pielęgniarek) szpitalnego w szpitalu tworkowskim. Zyskał on ogólnokrajowy rozgłos i spotkał się z dezaprobatą społeczeństwa. 
W 1923 roku założono klub sportowy Znicz Pruszków, w 1927 roku uruchomiono Elektryczne Koleje Dojazdowe. Uruchomiono elektrownię miejską, rozbudowano kolejowe zakłady naprawcze a odlewnię żeliwa przekształcono w fabrykę obrabiarek. W 1931 roku przez Pruszków przetoczyła się wielka fala strajków robotniczych.
W 1935 roku doszło do strajku pracowników pruszkowskiej Fabryki Stowarzyszenia Mechaników Polskich. Robotnicy przerwali pracę żądając podwyżki płac. W odpowiedzi dyrekcja fabryki ogłosiła lokaut i wręczyła wszystkim pracownikom wypowiedzenie z pracy rozpoczynając jednocześnie nabór nowych pracowników, którzy zgodzili się na dotychczasowe warunki pracy. 
Podczas II wojny światowej Pruszków był świadkiem licznych egzekucji. Niemcy zamordowali ok. 1500 Żydów, prawie całą ludność żydowską mieszkającą w Pruszkowie. Prawie 100 mieszkańców Pruszkowa zginęło jako żołnierze Wojska Polskiego na frontach II wojny światowej a przeszło tyle samo pruszkowian zginęło jako żołnierze Armii Krajowej.
8 lutego 1944 roku osaczony w Pruszkowie zginął w walce z Niemcami Stanisław Łaciński „Tomek” – dowódca Okręgu AL Warszawa – Lewa Podmiejska.
W sierpniu 1944 roku na terenie nieczynnych Zakładów Naprawczych Taboru Kolejowego w Pruszkowie okupanci niemieccy zorganizowali obóz przejściowy dla polskiej ludności cywilnej, znany pod nazwą Durchgangslager 121 (Dulag 121). W obozie gromadzono mieszkańców Warszawy i okolicznych miejscowości, wypędzanych z domów w trakcie oraz po zakończeniu powstania warszawskiego. Przez obóz przeszło od 390 000 do 410 000 osób (w starszych źródłach można znaleźć liczbę 550 000). Wydarzenia te upamiętnia otwarte w 2010 roku Muzeum Dulag 121.
5 sierpnia powstała konspiracyjna rada narodowa. 17 stycznia 1945 roku Pruszków został zajęty przez oddziały Armii Czerwonej, do czasu odbudowy Warszawy mieścił się tu urząd wojewódzki i siedziby wielu ministerstw.
26 marca 1945 roku – szesnastu przedstawicieli Polskiego Państwa Podziemnego, zaproszonych na rozmowy do Pruszkowa, do willi przy obecnej al. Armii Krajowej, zostało aresztowanych przez NKWD i wywiezionych do Moskwy (zobacz: proces szesnastu).
Na podstawie dekretu PKWN z 31 sierpnia 1944 zostały utworzone miejsca odosobnienia, więzienia i ośrodki pracy przymusowej dla „hitlerowskich zbrodniarzy oraz zdrajców narodu polskiego”. Obóz pracy nr 157 Ministerstwo Bezpieczeństwa Publicznego utworzyło w Pruszkowie.
Po wojnie Pruszków stał się jednym z większych ośrodków przemysłowych na Mazowszu, rozbudowano Zakłady Naprawcze Taboru Kolejowego (w latach 1970–1989 patronował im Hồ Chí Minh), Fabryka Obrabiarek Precyzyjnych „Ponar” im. 1-go maja, rozbudowano Zakłady Porcelitu Stołowego „Pruszków”, Zakłady Materiałów Izolacyjnych. W 1975 roku miasto odznaczono Orderem Sztandaru Pracy I klasy, uruchomiono wówczas pierwsze w okolicach Warszawy sztuczne lodowisko.
W Pruszkowie od 1976 roku znajduje się Muzeum Starożytnego Hutnictwa Mazowieckiego oraz dwór i park krajobrazowy z XIX wieku.
Najstarszą dzielnicą obecnego Pruszkowa jest Żbików (obejmujący północną część miasta), który był wzmiankowany już w 1236 roku.

## Demografia

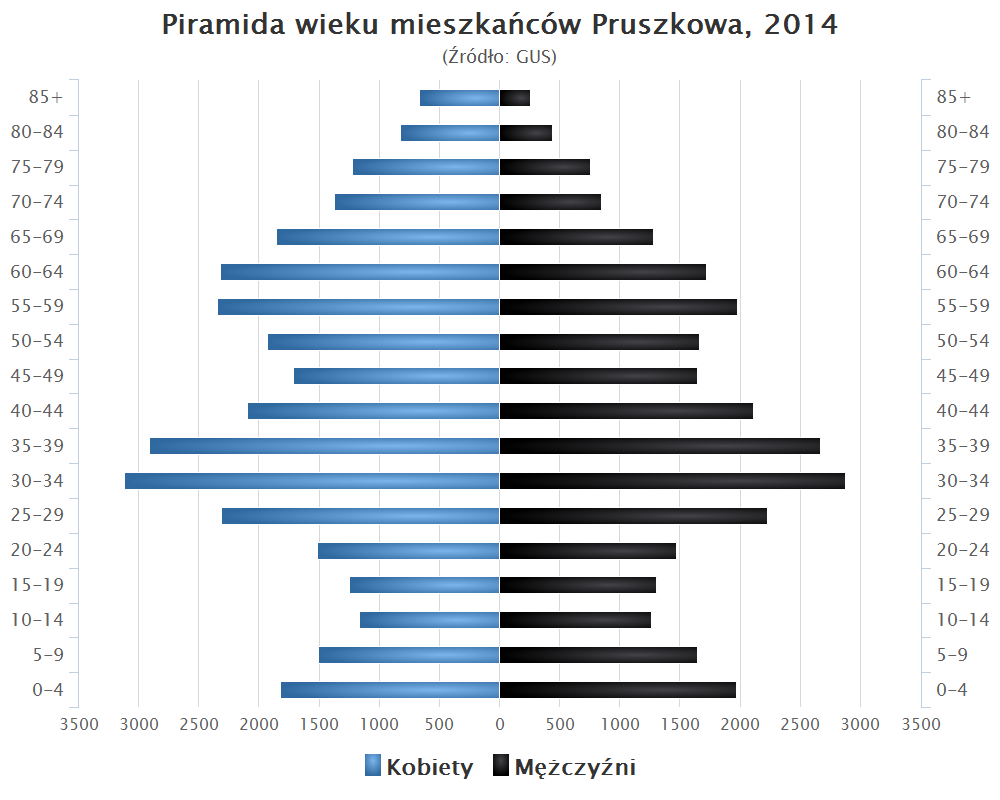
Piramida wieku mieszkańców Pruszkowa w 2014 roku

Dane z 31 grudnia 2021:
| Opis                              | Ogółem | Ogółem | Kobiety | Kobiety | Mężczyźni | Mężczyźni |
| --------------------------------- | ------ | ------ | ------- | ------- | --------- | --------- |
| Jednostka                         | osób   | %      | osób    | %       | osób      | %         |
| Populacja                         | 65 333 | 100    | 34 606  | 53      | 30 727    | 47        |
| Gęstość zaludnienia [mieszk./km²] | 3402,8 | 3402,8 | 1802,4  | 1802,4  | 1600,4    | 1600,4    |

### Ludność w latach
Pruszków jest częścią aglomeracji warszawskiej liczącej w 2004 r. 2 678 900 mieszkańców.

## Polityka
- Burmistrzowie:
  - Edmund Wargenau (1917–1919)
  - Józef Piltz (1919–1920)
  - Józef Cichecki (1920–1934)
  - Stanisław Gruszczyński (1934–1939)
  - Franciszek Piątek (1939)
  - Franciszek Jagodziński (1939–1940)
  - Antoni Hebrowski (1940–1941)
  - Stanisław Koper (1941)
  - Julian Winer (1941–1945)

- Prezydenci:
  - Wacław Mańkowski (1945)
  - Stefan Witkowski (1945)
  - Edward Paszke (1945–1946)
  - Stanisław Koper (1946–1948)
  - Zygmunt Zmorzyński (1948–1950)
  - Andrzej Rokita (1980–1987)
  - Andrzej Antoni Pawliński (1987–1989)
  - Józef Michalak (1989–1990)
  - Konrad Kosiński (1990–1992)
  - Jerzy Sierak (1992–1995)
  - Euzebiusz Kiełkiewicz (1995–1998)
  - Jan Starzyński (1998–2018)
  - Paweł Makuch (2018–2024)
  - Piotr Adam Bąk (od 2024)[1]

### Współpraca międzynarodowa
Miasta i gminy partnerskie:
- Esslingen am Neckar[22]
- Impruneta[23]
- Prószków[24]

## Gospodarka

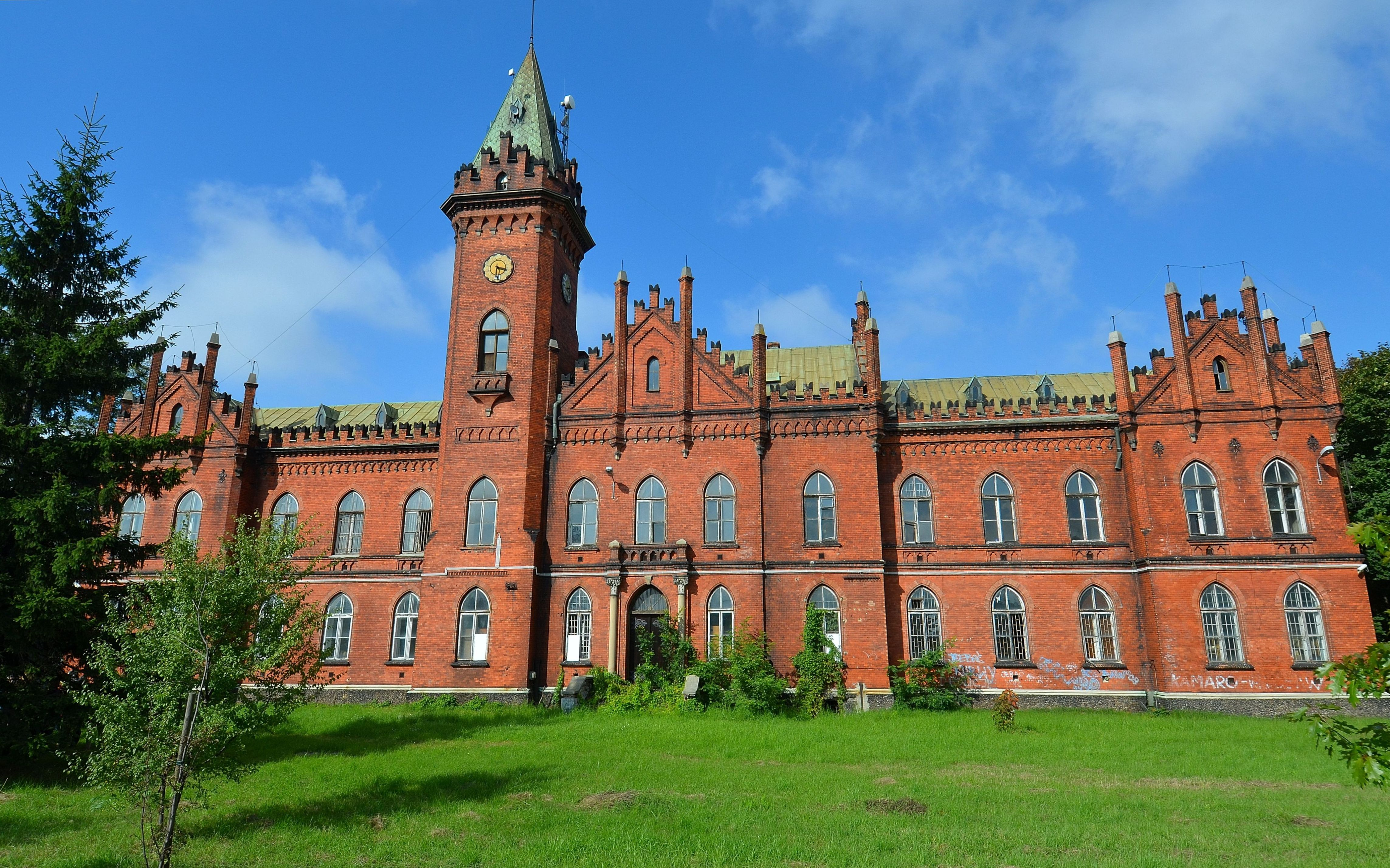
Budynek Dyrekcji ZNTK w Pruszkowie

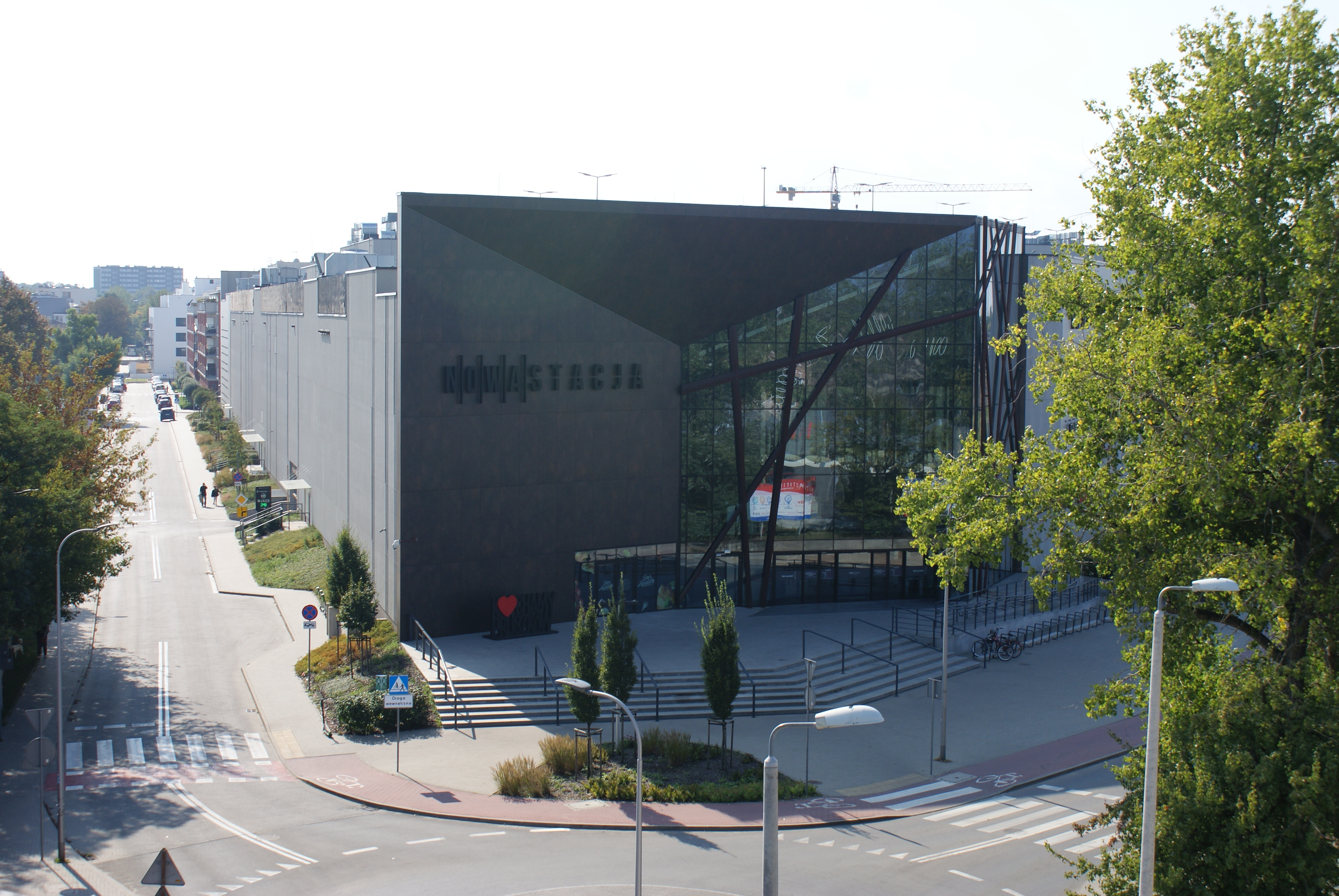
C.H. Nowa Stacja

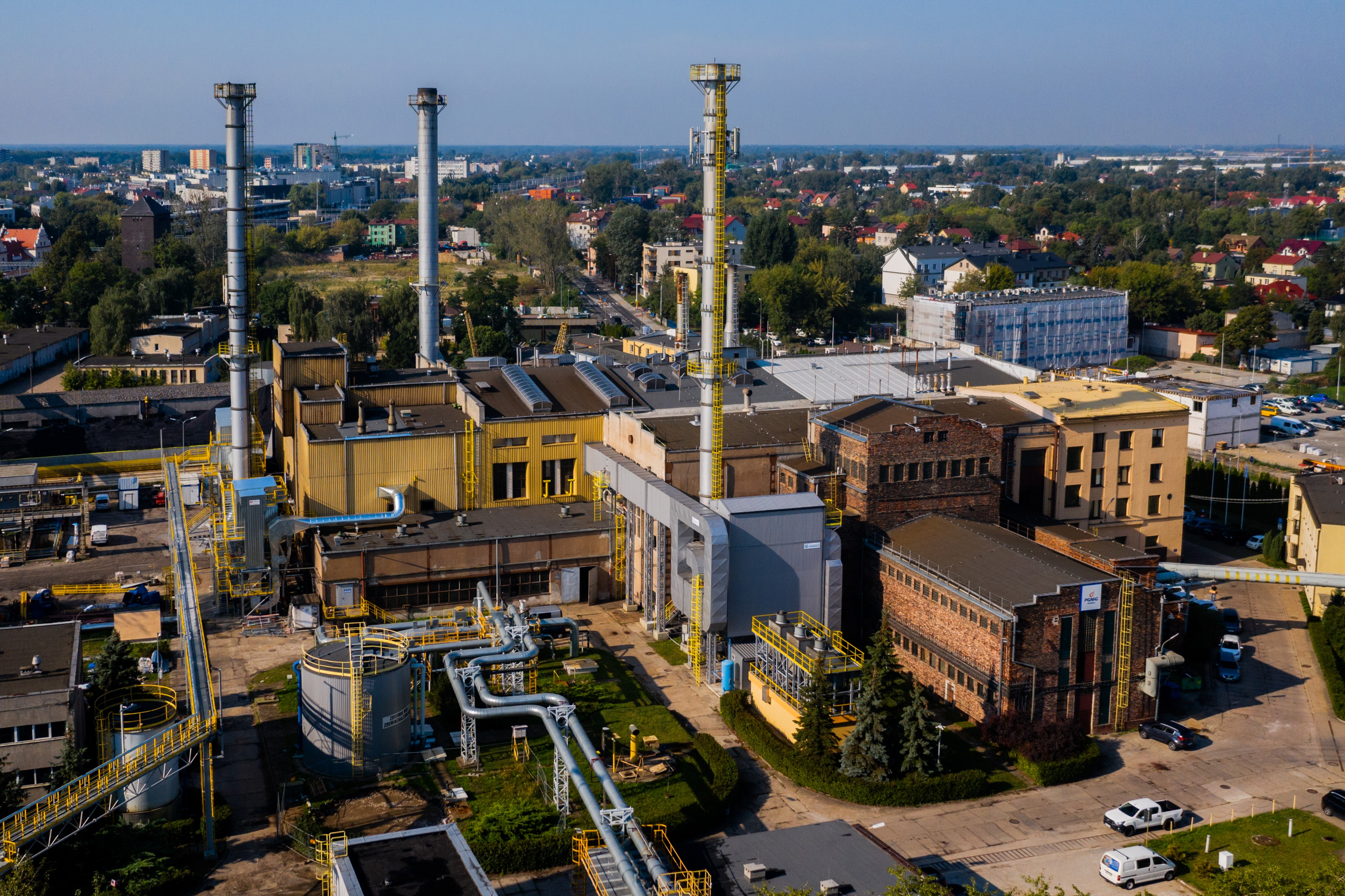
Elektrociepłownia Pruszków przy ulicy Ludwika Waryńskiego

- Zakłady przemysłowe założone pod koniec XIX wieku:
  - fabryka ołówków „Majewski St. i S-ka”
  - fabryka wyrobów fajansowych Jakuba Teichfelda, później Zakłady Porcelitu Stołowego „Pruszków”
  - cegielnia „Żbików” braci Hoser
  - fabryka ultramaryny „Sommer i Nower”
  - Warsztaty Naprawy Wagonów Towarowych, później ZNTK Pruszków

Z powyższych zakładów do dziś funkcjonuje jedynie fabryka ołówków.
- Zakłady przemysłowe założone na początku XX wieku:
  - elektrociepłownia
  - wytwórnia obrabiarek, później Zakłady Przemysłowe „1-go Maja” w Pruszkowie
- Zakłady przemysłowe założone w drugiej połowie XX wieku:
  - zakłady zielarskie „Herbapol” Pruszków
  - fabryka telewizorów Daewoo Electronics Manufacturing Poland Sp. z o.o.
  - zakłady Siltec, rozwiązania teleinformatyczne i radiokomunikacyjne (od 1982)
  - zakłady norweskiej firmy Kongsberg Automotive, produkcja podzespołów dla motoryzacji (od 2000)[25].

## Infrastruktura

### Służba zdrowia
W mieście działa 5 publicznych przychodni lekarskich, oddział nocnej i świątecznej pomocy lekarskiej oraz oddział pogotowia ratunkowego.

#### Szpitale
- Szpital kolejowy im. dr. med. Włodzimierza Roeflera
- Szpital Powiatowy (pot. Szpital na Wrzesinie)
- Mazowieckie Specjalistyczne Centrum Zdrowia im. prof. Jana Mazurkiewicza

## Transport

### Transport drogowy
Na terenie miasta znajduje się węzeł Pruszków autostrady A2.
W mieście krzyżują się drogi wojewódzkie:
- droga wojewódzka nr 718 kierunek Ożarów Mazowiecki
- droga wojewódzka nr 719 kierunek Warszawa – Pruszków – Żyrardów

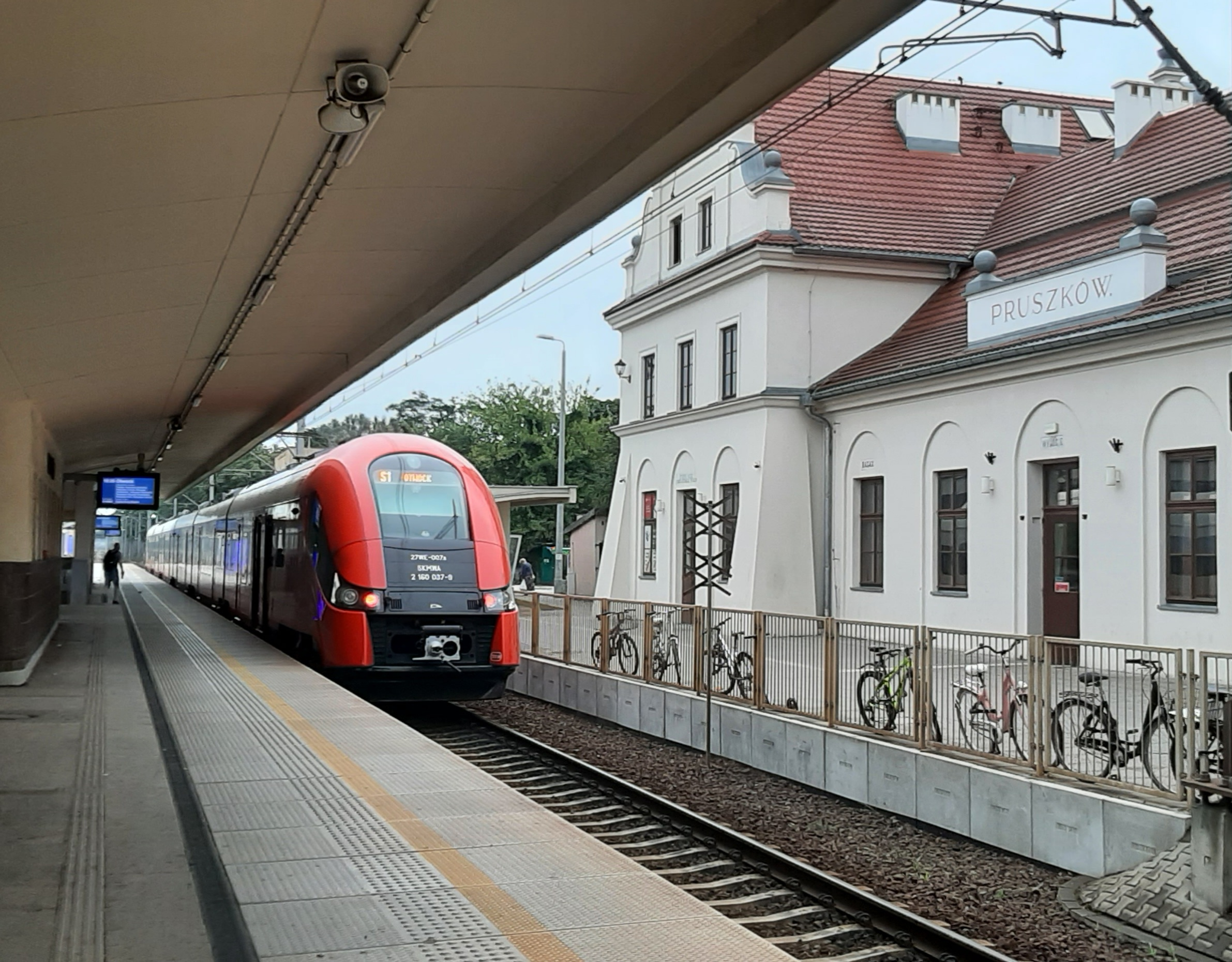
SKM na dworcu w Pruszkowie

### Transport kolejowy
Przez miasto przebiega linia kolejowa nr 1 Warszawa – Katowice, obsługująca przejazdy dalekobieżne z Warszawy. Przejazdy lokalne obsługują linie nr 447 Warszawa Zachodnia - Grodzisk Mazowiecki oraz nr 47 Warszawa Śródmieście WKD - Grodzisk Mazowiecki Radońska.
Pociągi na linii 1 obecnie nie zatrzymują się w Pruszkowie; linia 447 jest wykorzystywana przez pociągi Kolei Mazowieckich w wielu kierunkach (Grodzisk Mazowiecki, Skierniewice, Warszawa oraz pojedynczo inne) oraz Szybkiej Kolei Miejskiej w Warszawie (linia S1 Pruszków - Otwock). Linia 47 jest wykorzystywana przez Warszawską Kolej Dojazdową, realizującą przewozy z Warszawy do Komorowa, Podkowy Leśnej, Milanówka i Grodziska Mazowieckiego.
Ponadto, przez Pruszków przebiega znaczna część linii kolejowej nr 512. Linia ta nie jest zelektryfikowana ani używana w regularnym ruchu; wykorzystywana jest nieregularnie do transportu pociągów oraz materiałów między sieciami PKP PLK i WKD.

### Zbiorowa komunikacja drogowa
Komunikację z innymi miastami zapewniają również linie autobusowe ZTM w Warszawie:
- N85 – linia nocna, uruchomiona w 2008 roku, łączy Osiedle Staszica i centrum Warszawy.
- 817 – linia podmiejska, uruchomiona na początku 2022 roku, łączy Osiedle Staszica i dworzec Warszawa Zachodnia.

PKS Grodzisk Mazowiecki aktualnie zarządza przewozami GPA, które przejeżdżają też przez Pruszków. Swoje przystanki w Pruszkowie mają trzy linie:
- 60 – Walendów – Nadarzyn – (Kajetany) – Pruszków
- 61 – Rybie – Raszyn – Michałowice – Reguły – Michałowice – Pruszków
- 62 – Piastów – Pruszków – Sokołów – Janki – Raszyn

### Komunikacja miejska
1 stycznia 2013 roku na terenie Pruszkowa zaczęły kursować autobusy miejskie. 1 lipca 2020 roku nastąpiła reorganizacja komunikacji miejskiej w Pruszkowie. Wszystkie linie obsługiwane są przez jednego przewoźnika – PKS Grodzisk Mazowiecki. Pojawiły się nowe linie autobusowe, niektóre zmieniły trasę, pojawiły się także darmowe przejazdy dla posiadaczy Pruszkowskiej Karty Mieszkańca. 5 grudnia 2022 r. uruchomiono nową, bezpłatną linię autobusową nr 10, która jest obsługiwana dwoma nowymi autobusami elektrycznymi Solaris Urbino 9 LE zakupionymi w ramach projektu „Zielone Płuca Mazowsza – rozwój mobilności miejskiej w gminach południowo-zachodniej części województwa”. Aktualnie kursuje 9 linii:
- Linia 1 – Os. Staszica – PKP Pruszków
- Linia 2 – Os. Staszica – Komorów
- Linia 3 – Przejazdowa – Piastów Warszawska
- Linia 4 – Os. Staszica – Gąsin - WKD Pruszków
- Linia 5 – WKD Pruszków – Malichy
- Linia 6 – Os. Staszica – Ożarów Mazowiecki
- Linia 7 – Piastów Warszawska – PKP Pruszków
- Linia 9 – Szkoła Jarzynowa – Szkoła Jarzynowa
- Linia 10 – Os. Staszica – WKD Pruszków – PKP Pruszków – Os. Staszica (autobus elektryczny)

### Transport lotniczy
W 2013 przy ul. Armii Krajowej, przy Szpitalu Powiatowym, oddano do użytku sanitarne lądowisko Pruszków-SPZOZ.
Około 8 km na południowy wschód od miasta działa śmigłowcowe lądowisko Gerda Sokołów.

## Architektura

### Zabytki

#### Centrum miasta

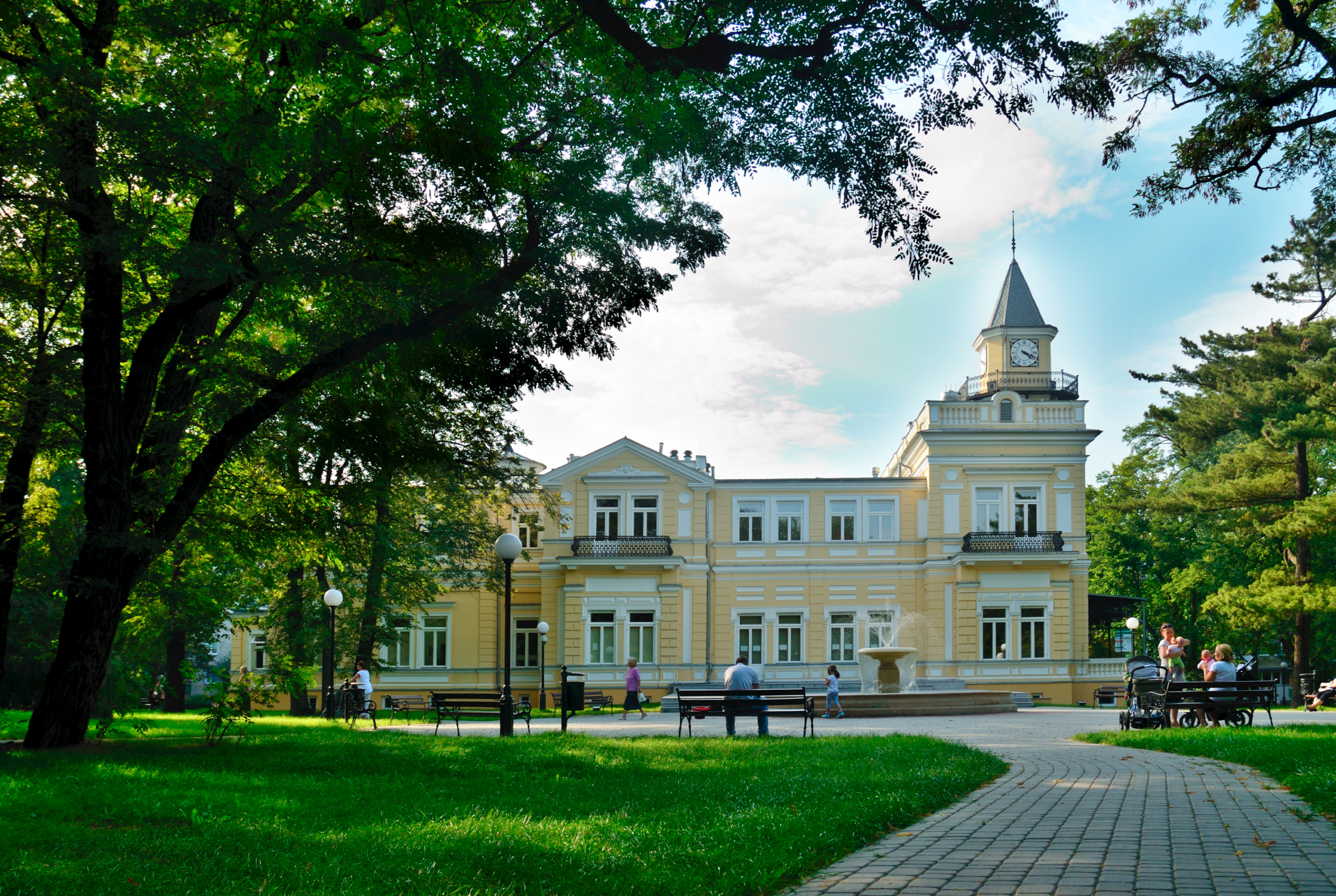
Pałacyk Sokoła

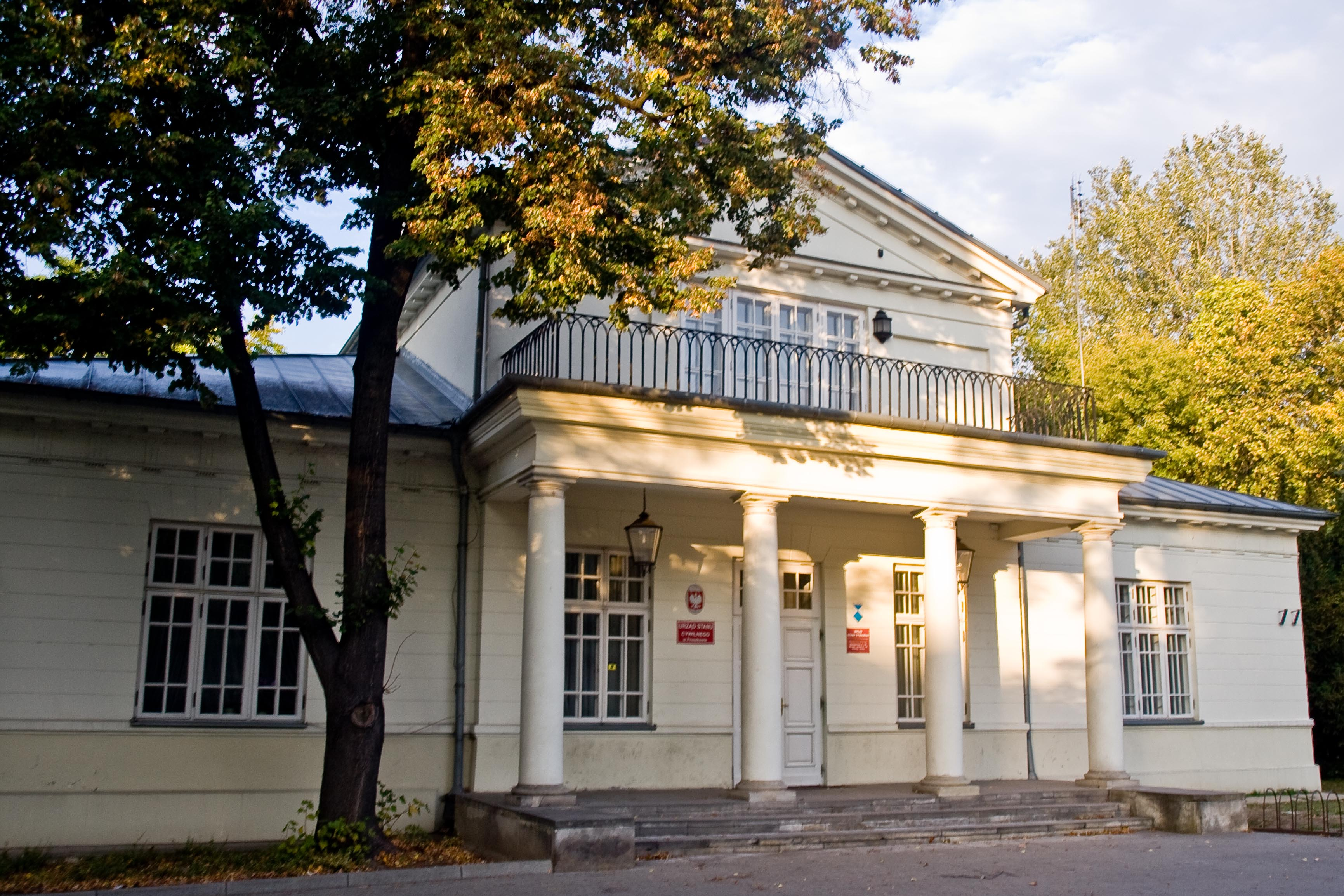
Pałac Potulickich

- kościół par. pw. św.Kazimierza, ul. Kraszewskiego 23, pocz. XX, nr rej.: 1091/1041 z 27.12.1973
- cmentarz par. rzym.-kat., ul. Cmentarna, 1914, nr rej.: 1338 z 5.09.1988
  - mauzoleum Bielawskich, nr rej.: j.w.
- Cmentarz żydowski w Pruszkowie, ul. Lipowa 50, pocz. XX, nr rej.: 1339 z 27.12.1988
  - dom pogrzebowy, nr rej.: j.w.
- dworzec kolejowy, ul. Sienkiewicza 2, 1924, nr rej.: A-778 z 7.01.2008
  - budynek gospodarczy, 1924, nr rej.: j.w.
  - wodociągowa wieża ciśnień, 1924–30, nr rej.: j.w.
- willa „Orleówka” z ogrodem, ul. Dąbrowskiego 3, 1930, nr rej.: 1272-A z 23.09.1985
- pałacyk „Sokoła”, ul. Kościuszki 41, 1867, nr rej.: A-664 z 4.01.2006
- zespół dworski Potulickich, ul. Prusa / Kościuszki, XIX, nr rej.: 1089/491/62 z 26.03.1962:
  - pałacyk
  - park
  - lodownia, ul. Prusa 9, nr rej.: 1287 z 16.02.1987
- pałac, ul. Armii Krajowej 77 / Prusa 25/27, 1900, nr rej.: 889 z 24.05.1976

#### Żbików

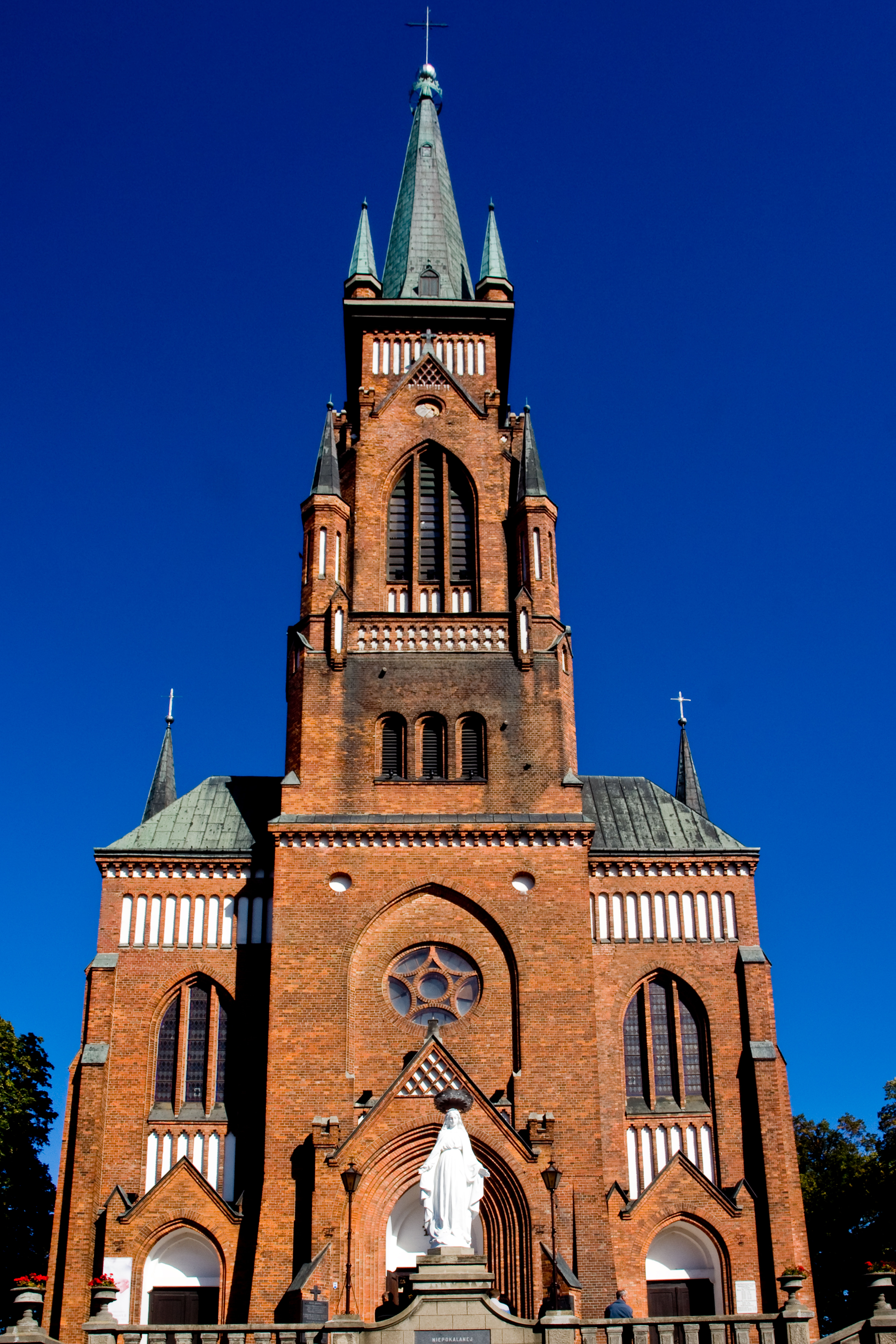
Kościół Niepokalanego Poczęcia NMP na Żbikowie

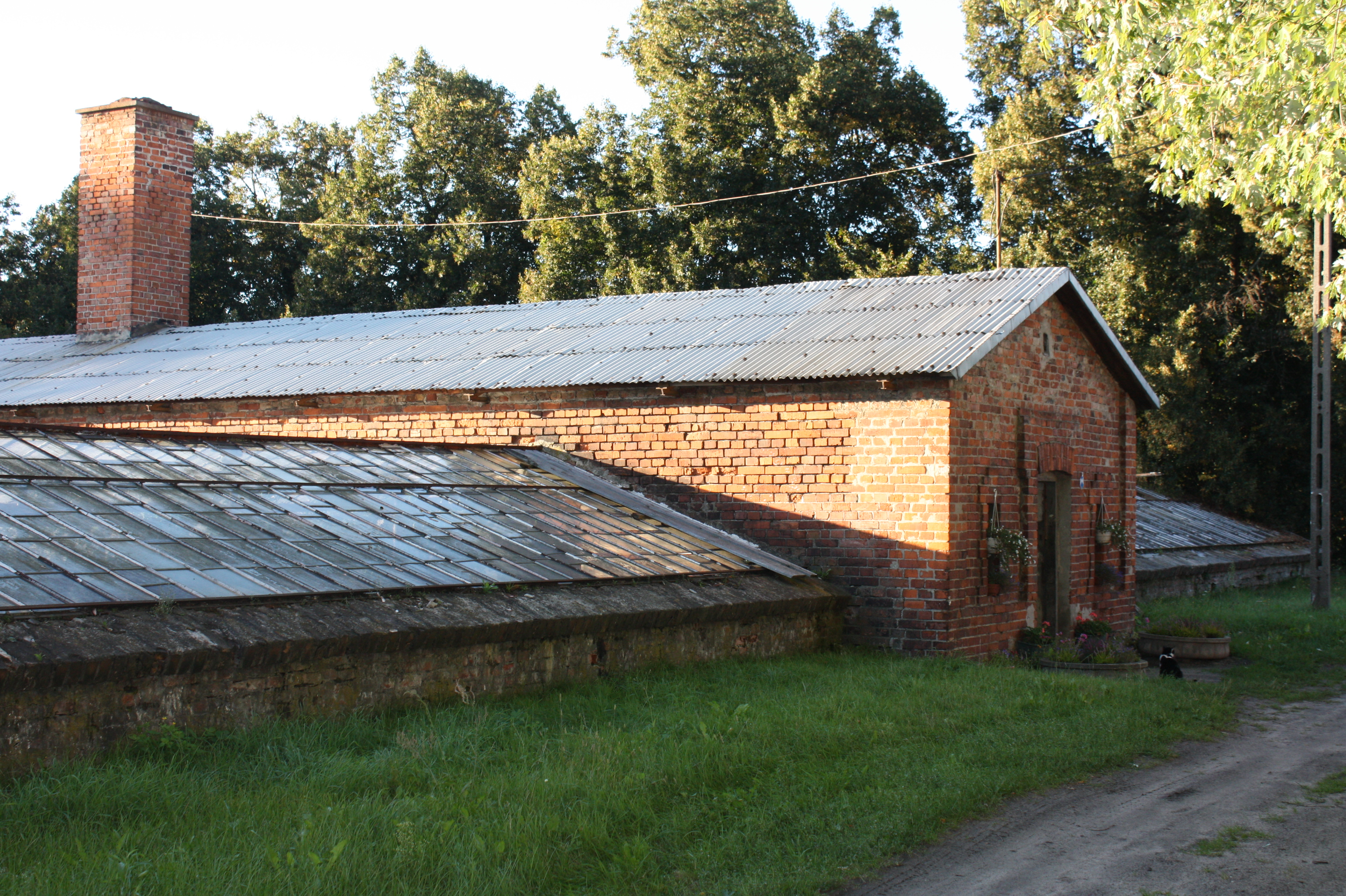
Szklarnia w zespole ogrodniczym Hosera

- Zakłady Napraw Taboru Kolejowego, ul. 3 Maja 8, k. XIX–XX, nr rej.: 1-A z 29.03.1999:

- - budynek dyrekcji
  - park
  - kuźnia
  - odlewnia
  - modelarnia
  - obręczarnia
  - hala remontu obrabiarek
  - hala napraw wagonów osobowych
  - hala napraw wagonów towarowych
  - bocznica kolej. z pomnikiem
  - brama z fragm. ogrodzenia
  - bunkier
  - 3 wieżyczki strzelnicze

- kościół par. pw. Niepokalanego Poczęcia NMP, ul. 3 Maja 126, pocz. XX, nr rej.: 1092/1042 z 27.12.1973
- cmentarz par. rzym.-kat., ul. Domaniewska, 1 poł. XVIII – XX, nr rej.: 1472 z 20.02.1991
- zespół ogrodniczy Hosera, ul. Żbikowska 56, 1898-XX:

- - willa, nr rej.: 1501-A z 8.01.1992
  - park-arboretum, nr rej.: j.w.
  - ogrodzenie z brama, nr rej.: j.w.
  - ogrodnictwo, nr rej.: 1500-A z 8.01.1992:
  - budynek zarządcy
  - szklarnia
  - stajnia
  - piwnica
  - wiatrak
  - transformator
  - ogród
  - ogrodzenie

#### Tworki

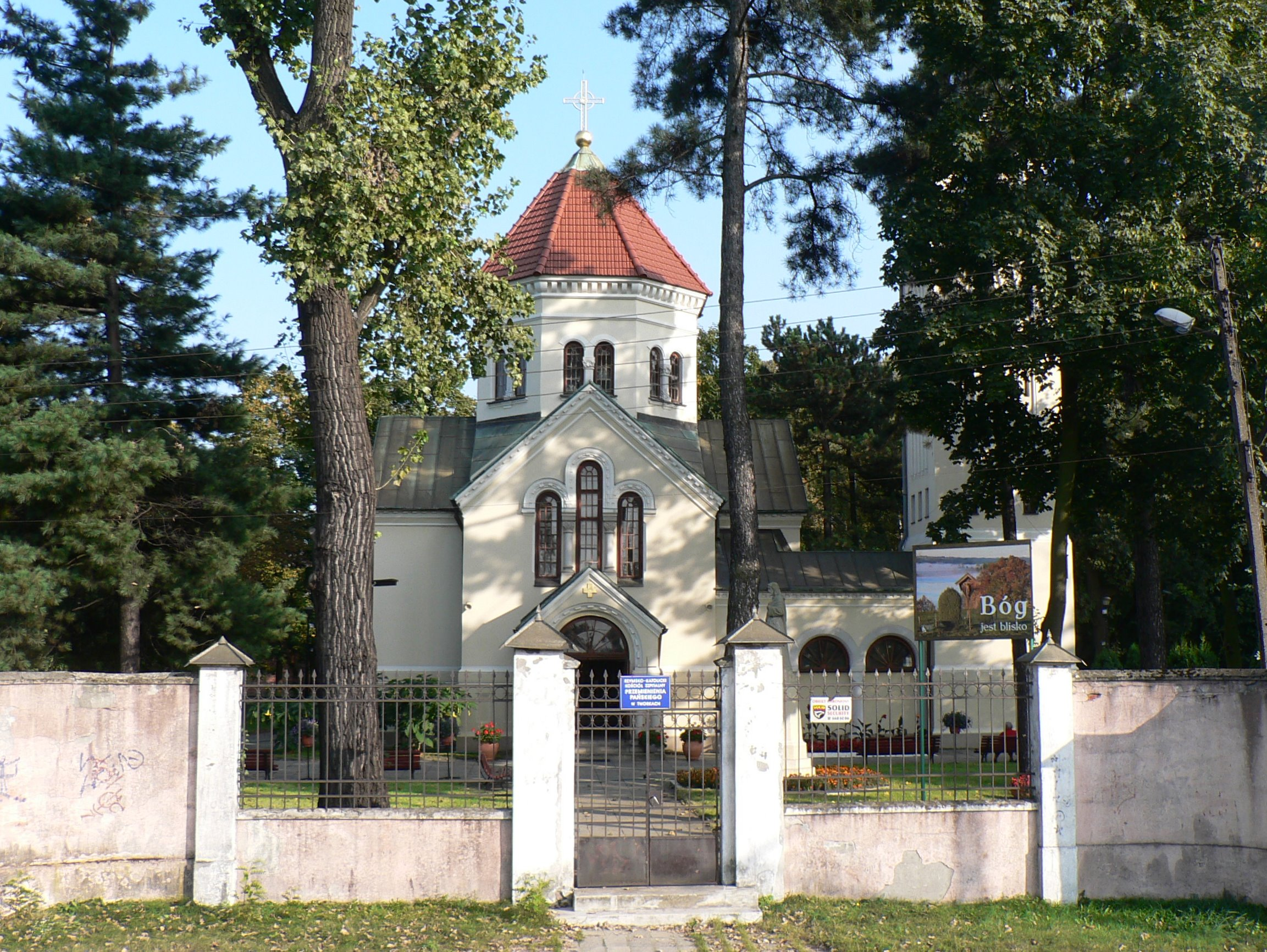
Kościół pw. Przemienienia Pańskiego w Tworkach

- zespół urbanistyczno-architektoniczny szpitala, ul. Partyzantów 2/4, 1881-XX, nr rej.: 1281 z 2.01.1987:
  - 22 budynki
  - cerkiew, ob. kościół rzymskokatolicki
  - cmentarz z 1939 r.
  - ogrodzenie
- cmentarz przy szpitalu psychiatrycznym, ul. Partyzantów 9, nr rej.: 1342 z 27.09.1988
  - kaplica, nr rej.: j.w.

## Kultura

### Domy kultury
- Miejski Ośrodek Kultury „Kamyk” im. A. Kamińskiego
- Młodzieżowy Dom Kultury
- Spółdzielczy Dom Kultury[28]

### Muzea
- Muzeum Starożytnego Hutnictwa Mazowieckiego im. S. Woydy
- Muzeum Dulag 121

### Kina
- Multikino w centrum handlowym Nowa Stacja
- kino w Centrum Dziedzictwa Kulturowego

## Media

### Prasa
- Gazeta WPR oraz portal wpr24.pl – informacyjny tygodnik oraz portal internetowy obejmujący zasięgiem powiaty pruszkowski i grodziski.
- Gazeta drukowana „Głos Pruszkowa” – miesięcznik

### Telewizja
- Telewizja Kablowa Tel-Kab – nadająca serwis informacyjny Panorama Pruszkowska z wiadomościami Pruszkowa, Piastowa i Brwinowa.

## Oświata i nauka
Aktualnie w Pruszkowie działa:

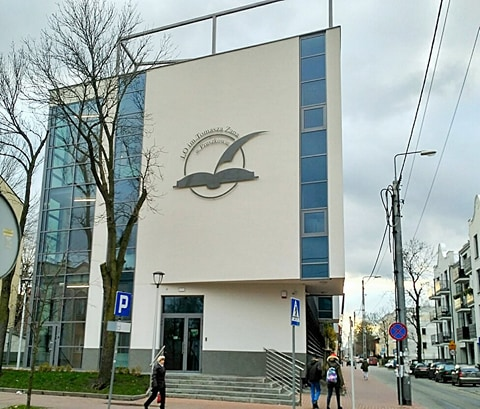
Liceum Ogólnokształcące im. Tomasza Zana

- Szkoła Podstawowa nr 1 im. Józefa Piłsudskiego
- Szkoła Podstawowa nr 2 im. Kornela Makuszyńskiego
- Szkoła Podstawowa nr 3 im. Marii Zimińskiej-Sygietyńskiej
- Szkoła Podstawowa nr 4 im. Jana Pawła II
- Szkoła Podstawowa nr 5 im. Ignacego Jana Paderewskiego
- Szkoła Podstawowa nr 6 im. Henryka Sienkiewicza
- Szkoła Podstawowa nr 8 im. Władysława Broniewskiego
- Szkoła Podstawowa nr 9 im. Marii Skłodowskiej-Curie
- Szkoła Podstawowa nr 10 im. Marii Konopnickiej
- Niepubliczna Szkoła Podstawowa nr 39
- Szkoła Podstawowa Sternik Pruszków

4 licea ogólnokształcące i sportowe:
- Liceum Ogólnokształcące im. Tomasza Zana
- Liceum Ogólnokształcące im. Tadeusza Kościuszki
- Liceum Ogólnokształcące i Sportowe im. Jana Gomulińskiego
- Pryzmat Akademickie Liceum Ogólnokształcące Fundacji Sternik

4 zespoły szkół:
- Zespół Szkół Ogólnokształcących i Sportowych (Liceum)
- Zespół Szkół nr 1 im. Stanisława Staszica (Technikum i Branżowa Szkoła I Stopnia)
- Społeczne Liceum Ogólnokształcące nr 23
- Specjalny Ośrodek Szkolno-Wychowawczy im. ks. Jana Twardowskiego (Szkoła Podstawowa, Branżowa Szkoła I Stopnia, Szkoła Przysposabiająca Do Pracy)

Ponadto w mieście działa Wyższa Szkoła Kultury Fizycznej i Turystyki im. Haliny Konopackiej, Państwowa Szkoła Muzyczna I Stopnia im. Witolda Lutosławskiego oraz kilkanaście prywatnych szkół policealnych i językowych.

## Religia

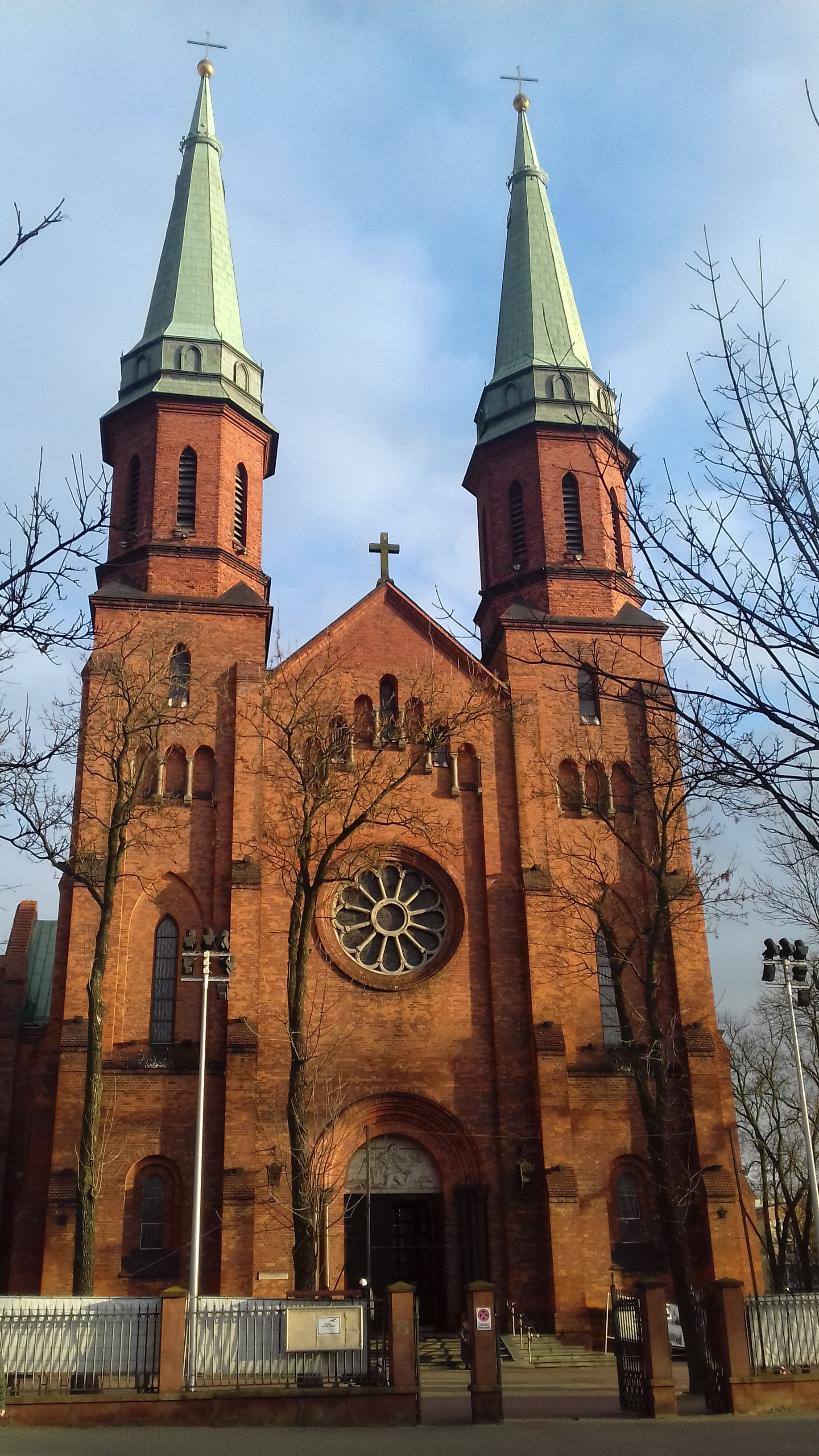
Kościół św. Kazimierza

Na terenie miasta działalność religijną prowadzą następujące kościoły i związki wyznaniowe:
- Kościół Boży w Polsce:
  - Kościół „El Shaddai”[29]
- Kościół greckokatolicki:
  - Parafia św. Piotra i Pawła w Pruszkowie[30]
- Kościół rzymskokatolicki:
  - Parafia św. Kazimierza w Pruszkowie[31]
  - Parafia Matki Bożej Nieustającej Pomocy w Pruszkowie[31]
  - Kościół Przemienienia Pańskiego w Pruszkowie[32]
  - Parafia św. Józefa Oblubieńca Najświętszej Maryi Panny w Pruszkowie[31]
  - Parafia św. Edwarda w Pruszkowie[31]
  - Parafia Niepokalanego Poczęcia Najświętszej Maryi Panny w Pruszkowie[31]
- Kościół Starokatolicki Mariawitów:
  - wierni należą do parafii Matki Boskiej Nieustającej Pomocy w Warszawie.
- Kościół Zielonoświątkowy:
  - zbór „Dobra Nowina”[33]
- Świadkowie Jehowy:
  - zbory: Pruszków–Centrum, Pruszków–Reguły, Pruszków–Żbików i grupa ukraińskojęzyczna, Sala Królestwa)[34][35]

## Sport i rekreacja

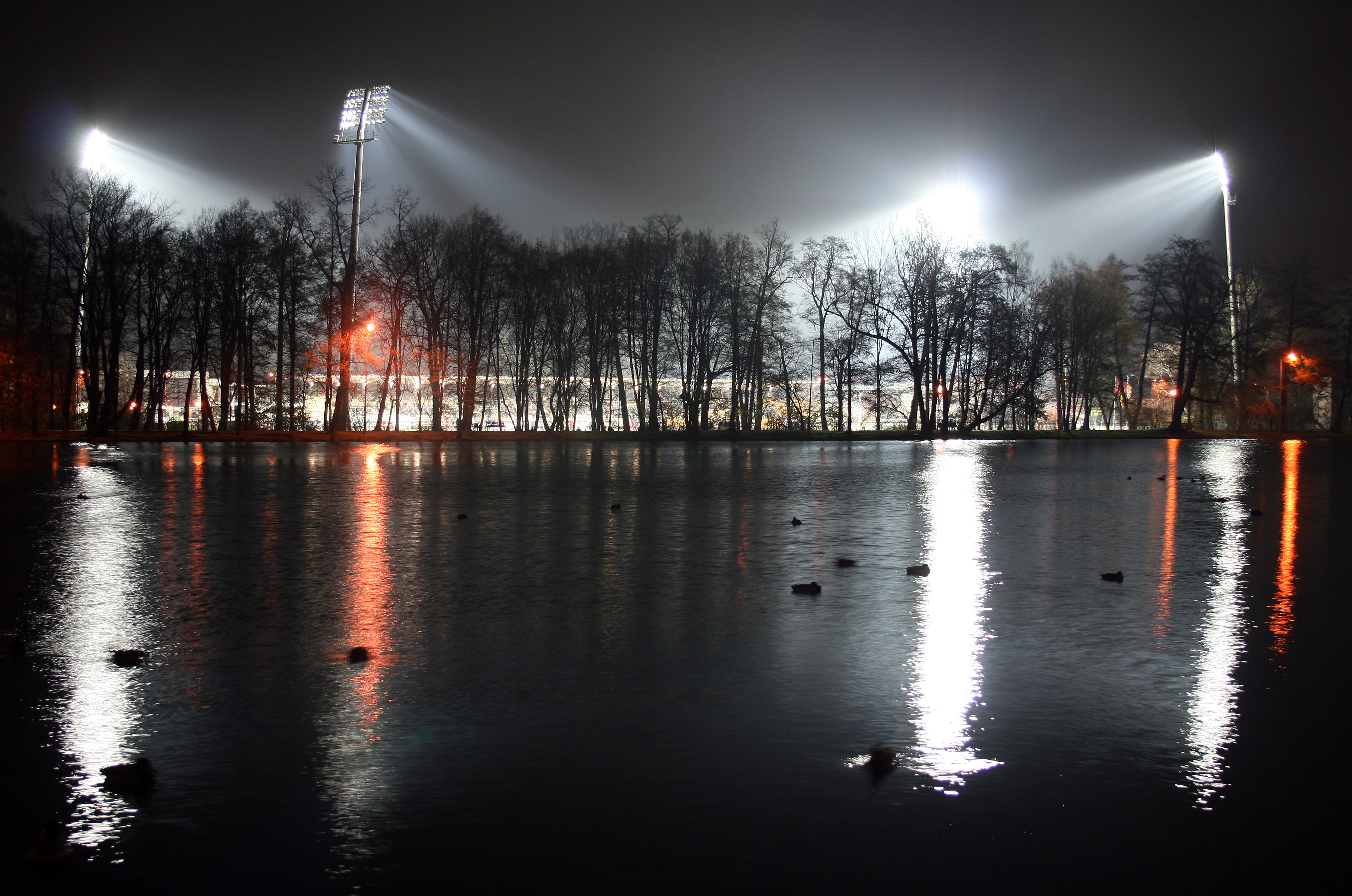
Stadion Znicza Pruszków w nocy

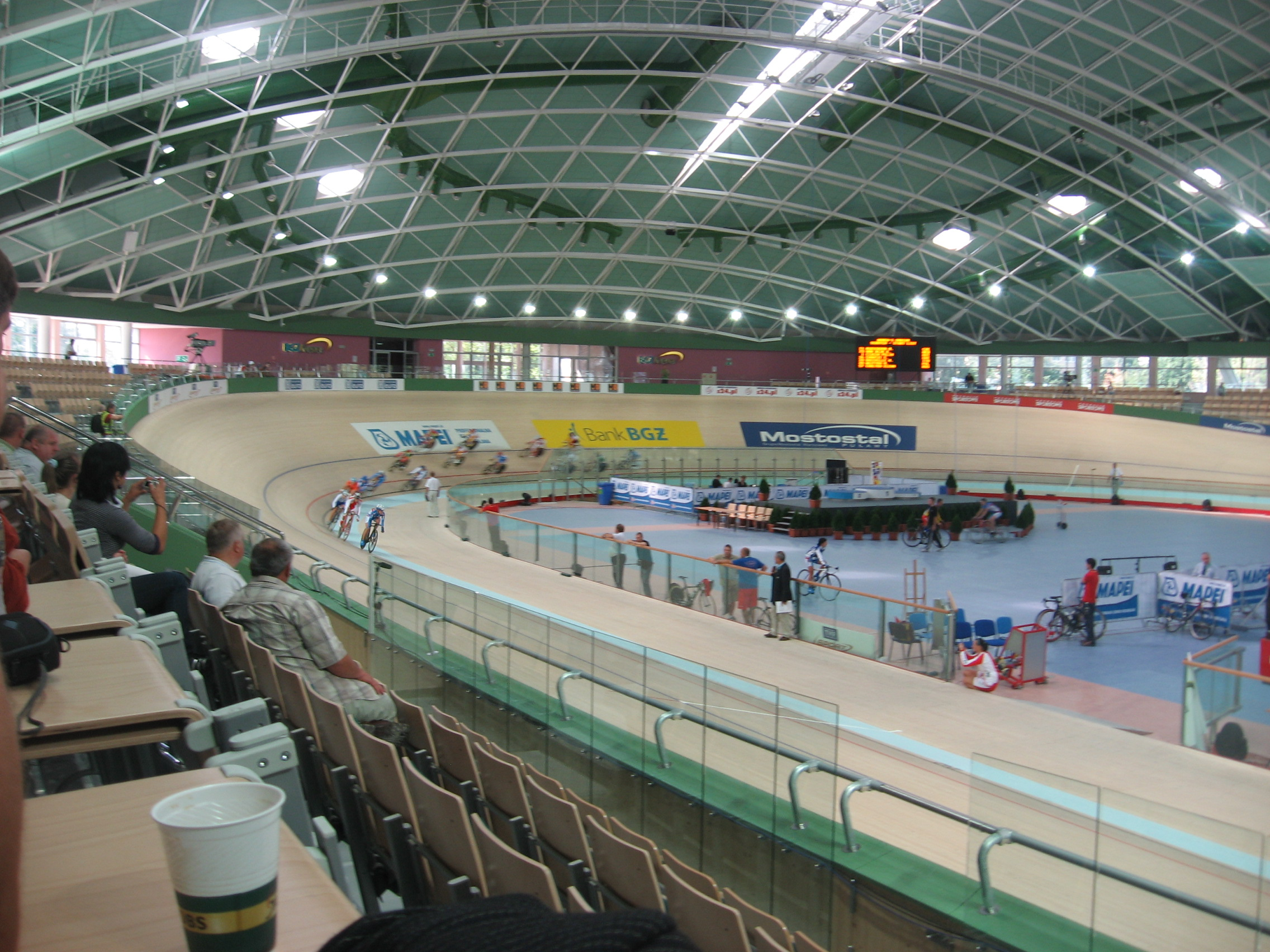
Wnętrze krytego toru kolarskiego Arena Pruszków

W Pruszkowie są dwa kluby sportowe biorące udział w rozgrywkach na poziomie pierwszoligowym – Miejski Klub Sportowy „Znicz” (piłka nożna) i „Znicz Basket” (koszykówka mężczyzn) oraz występujący od sezonu 2009/2010 w ekstraklasie PTS „Lider” (koszykówka kobiet). Na terenie miasta działa również kilka mniejszych klubów sportowych.
Poniższa lista przedstawia najważniejsze kluby sportowe:
- Amatorski parafialny KS „Solidarni” – lekkoatletyka
- Karate Klubu Pruszków[36] – karate tradycyjne
- Klub Sportowy „Kanku” – sporty walki
- Miejski Klub Sportowy „Znicz” – koszykówka (I liga)[37], piłka nożna (II liga)[38], piłka ręczna dziewcząt
- Międzyszkolny Ośrodek Sportowy – koszykówka chłopców, akrobatyka, piłka siatkowa dziewcząt
- Młodzieżowy Klub Kolarski „Mazowsze Pruszków” – kolarstwo
- Pruszkowski Klub Kajakarzy „Kuramura”
- Pruszkowski Klub Kick Boxingu i Boksu „Kowal-Boxing”
- Uczniowski Klub Sportowy „Kata” – judo
- Uczniowski Klub Sportowy „Lider” – koszykówka dziewcząt
- Uczniowski Klub Sportowy „New Power” – kulturystyka
- Uczniowski Klub Sportowy „Ósemka” – piłka siatkowa dziewcząt
- Pruszkowskie Towarzystwo Cyklistów (PTC Pruszków) – kolarstwo
- Towarzystwo Krzewienia Kultury Fizycznej „Zefir” – Tenis ziemny
- Uczniowski Klub Sportowy „Gladiatorzy Pruszków” – Hokej na rolkach

### Obiekty sportowe
- Stadion klubu Znicz Pruszków
- Hala Sportowo-Widowiskowa MZOS Znicz
- Pływalnia Kapry
- BGŻ BNP Paribas Arena

## Pruszków w kulturze
W Pruszkowie umiejscowiona została część akcji amerykańskiego filmu o superbohaterach z 2016: X-Men: Apocalypse. W filmie tym Magneto zamieszkiwał i pracował właśnie w Pruszkowie.